# Сварчевський Борис Олександрович
Борис Олександрович Сварчевський (18 травня 1872 — 30 березня 1930) — український зоолог і протистолог, фахівець з губок та найпростіших, професор Київського та Іркутського університетів. Особливо відомий як дослідник найпростіших і губок Байкала, а також Чорного, Білого та Баренцевого морів, звідки описав значну кількість нових для науки видів цих організмів.

## Життєпис
У 1898 році закінчив Київський університет, де спеціалізувався на зоології безхребетних під керівництвом професорів О. О. Коротнєва та В. К. Совинського. Досліджував губок Чорного моря. У 1901 році брав участь у експедиції О. О. Коротнєва на Байкал. Продовжуючи роботу в Київському університеті у 1912 році захистив магістерську дисертацію, а в 1916 — докторську. У 1919 році був запрошений у новостворений Іркутський університет на посади завідувача кафедри зоології безхребетних і декана фізико-математичного факультету, де Б. О. Сварчевський пропрацював до кінця життя.